# Ceratium ranipes
Ceratium ranipes is een soort in de taxonomische indeling van de Myzozoa, een stam van microscopische parasitaire dieren. Het organisme komt uit het geslacht Ceratium en behoort tot de familie Ceratiaceae. Ceratium ranipes werd in 2009 ontdekt door F.Gomez, D.Moreira & P.Lopez-Garcia.